# Incourt (Pas-de-Calais)
Incourt település Franciaországban, Pas-de-Calais megyében. Lakosainak száma 90 fő (2022. január 1.). Incourt Blingel, Éclimeux, Fresnoy, Neulette, Rollancourt és Willeman községekkel határos.

## Népesség
A település népességének változása:
| Lakosok száma | 69   | 82   | 86   | 86   | 86   | 86   | 86   | 87   | 90   |
|               | 2013 | 2015 | 2016 | 2017 | 2018 | 2019 | 2020 | 2021 | 2022 |